# 盖伊·德尔
盖伊·德尔（英語：Gaye Dell，1948年10月22日—），澳大利亚女子田径运动员。她曾代表澳大利亚参加1974年英联邦运动会田径比赛，获得一枚银牌。他也曾参加1976年夏季奥林匹克运动会。